# Jean Bazin (anthropologue)
Pour les articles homonymes, voir Jean Bazin et Bazin.
Jean Bazin, né à Lyon 4e le 4 janvier 1941 et mort à Paris 6e le 12 décembre 2001, est un anthropologue français. Il est directeur d'études à l'École des hautes études en sciences sociales (EHESS) et membre du laboratoire GTMS (Genèse et transformation des mondes sociaux), dont il est l'un des principaux représentants.
Africaniste, il se tourne vers une réflexion critique sur les objets de l'anthropologie vers la fin de sa vie, alors que des ennuis de santé l'éloignent de ses anciens terrains.
Il a aussi contribué à traduire et à introduire dans les sciences sociales françaises, avec Alban Bensa, l'œuvre de Jack Goody. 
Dans les années 1990, il a coanimé à l'EHESS un séminaire intitulé "Description et Preuve", lié à un Programme de Recherche Interdisciplinaire (PRI), en collaboration avec les philosophes Vincent Descombes et Fernando Gil, les historiens de l'art  Daniel Arasse, Hubert Damisch, Danièle Cohn, les sociologues Renaud Dulong, Francis Chateauraynaud, et l'anthropologue Michèle de La Pradelle. 

## Œuvres
- Des clous dans la Joconde : l'anthropologie autrement, éditions Anacharsis, coll. « Essais », Toulouse, 2008, 599 p.,  (ISBN 978-2-914777-42-1), (BNF 41331435).

Œuvre en collaboration
- Guerres de lignages et guerres d'États en Afrique (textes rassemblés et présentés par Jean Bazin et Emmanuel Terray), éditions des Archives contemporaines, coll. « Ordres sociaux », Paris, 1982, 537 p., (BNF 2-903928-00-2).
- A chacun son Bambara (dans l'ouvrage Au cœur de l'ethnie : Ethnies, tribalisme et Etats en Afrique sous la direction de Jean-Loup Amselle et Elikia M'Bokolo).

Traduction
- Jack Goody, La Raison graphique : la domestication de la pensée sauvage (traduit de l'anglais et présenté par Jean Bazin et Alban Bensa), éditions de Minuit, coll. « Le Sens commun », Paris, 1978, 274 p.,  (ISBN 2-7073-0240-6), (BNF 34612268).